# وبار (یمن)
 وبار  نام روستایی است در عزلهٔ (حبابه) ناحیهٔ (ثلاء)، از توابع استان حضرموت در کشور یمن در شبه جزیره عربستان است. 
جمعیت آن ۶۹۰ نفر (۹ خانوار) می‌باشد.